# Aguja CAT
La aguja CAT es una montaña en Chile que se encuentra ubicada en el sitio natural Cordillera del Chaltén del parque nacional Bernardo O'Higgins en la comuna de Natales, provincia de Última Esperanza en la región de Magallanes y Antártica Chilena. Es parte del cordón Torre.